# Torre de' Picenardi
Torre de' Picenardi är en ort och kommun i provinsen Cremona i regionen Lombardiet i Italien. Kommunen hade 2 089 invånare (2018).
Den tidigare kommunen Ca' d'Andrea uppgick i Torre de' Picenardi den 1 januari 2019.